# Mario Lomini
Mario Lomini (Redondesco, 1º marzo 1887 – Redondesco, 27 marzo 1948) è stato un pittore italiano.

## Biografia
Era figlio di Cornelio e di Teresa Berra.
Frequentò a Verona l'Accademia Cignaroli, affiancato dallo scultore Egidio Girelli (1878-1972). Perfezionò i suoi studi all'Accademia delle belle arti di Monaco di Baviera, sotto la guida di Johann Caspar Herterich.
Il suo esordio in pittura avvenne nel 1909 a Verona, dove espose un suo Paesaggio a pastello. Partecipò nel 1922 alla XIII Esposizione internazionale d'arte di Venezia. Nel 1927 espose alla Galleria Pesaro di Milano assieme al pittore mantovano Archimede Bresciani. Nel 1945 partecipò al "Primo Premio Pittura della Liberazione", allestito a Mantova a Palazzo Ducale.
Protagonista delle sue tele fu principalmente la vita contadina nelle campagne mantovane.
Morì nel 1948.

## Mostre collettive
- Cento anni di arte mantovana, Castel d'Ario, 2014.[3]
- Il Paesaggio dell'Alto Mantovano: arte, identità e territorio, Mantova, 2015.[4]